# Eugenia neofasciculata
Eugenia neofasciculata är en myrtenväxtart som beskrevs av Sigamony Stephen Richard Bennet. Eugenia neofasciculata ingår i släktet Eugenia och familjen myrtenväxter.
Artens utbredningsområde är Mauritius. Inga underarter finns listade i Catalogue of Life.